# André Pichot
André Pichot (* 1950) ist ein französischer Wissenschaftstheoretiker und Wissenschaftshistoriker, der als Kritiker der modernen Biologie und Genetik bekannt wurde.

## Leben und Werk
Pichot war Schüler von Georges Canguilhem. Er arbeitete am CNRS in Straßburg und an der Universität Nancy. Neben Studien zur Wissenschaftsgeschichte des Alten Orients und der Antike verfasste er auf der Basis umfassenden Quellenstudiums kritische Arbeiten zur Genetik, Molekularbiologie und Evolutionstheorie, in denen er deren nach seiner Meinung mechanistischen, neo-darwinistischen Ansatz und die Möglichkeit ihrer missbräuchlichen Verwendung zu eugenischen Zwecken kritisierte. Dem von ihm sogenannten „Eugenismus“ stellte er eine Theorie des Lebendigen entgegen.

## Veröffentlichungen
- Éléments pour une théorie de la biologie (1968, Neuauflage éd. Maloine 1980)
- Histoire de la notion de vie (éd. Gallimard 1993)
- La Naissance de la science, Band I. Mésopotamie, Égypte, Band II. Grèce présocratique (éd. Gallimard, 1991) (dt. Die Geburt der Wissenschaft, Darmstadt 1995, Neuauflage Köln 2000)
- L’Eugénisme, ou les généticiens saisis par la philanthropie (coll. Optiques 1995)
- La société pure : De Darwin à Hitler, : Flammarion 2008, engl. The Pure Society: From Darwin to Hitler, London: Verso, 2009